# Jingde
Jingde (en chino, 旌德; pinyin, Jīngdé) es un condado  bajo la administración directa de la Prefectura Xuancheng en la Provincia de Anhui, República Popular China.  Su área es de 907 km² y su población total para 2010 superó los 120 mil habitantes. 

## Administración
Desde julio de 2020, el  Condado Jingde se divide en  10 pueblos administrados en poblados.